# Les Requins du Pacifique
Pour plus de détails, voir Fiche technique et Distribution.
Les Requins du Pacifique (titre original : Killer Shark) est un film américain d'Oscar Boetticher, sorti en 1950.

## Synopsis
Le fils d'un pêcheur cherche à faire ses preuves en chassant les requins.

## Fiche technique
- Titre original : Killer Shark
- Réalisation : Oscar Boetticher
- Scénario : Charles Lang
- Direction artistique : David Milton
- Photographie : William Sickner, Talmadge Morrison
- Son : Tom Lambert
- Montage : Ace Herman
- Musique : Edward J. Kay
- Production : Lindsley Parsons
- Production associée : Roddy McDowall, Ace Herman
- Société de production : Monogram Productions
- Société de distribution : Monogram Distributing Corporation
- Pays d’origine :  États-Unis
- Langue originale : anglais
- Format : Noir et blanc — 35 mm — 1,37:1 — son Mono (Western Electric Recording)
- Genre : Aventures
- Durée : 76 minutes
- Date de sortie : 
  - États-Unis : 19 mars 1950
- Classification : Interdit aux moins de 12 ans en France.

## Distribution
- Roddy McDowall : Ted Smith
- Laurette Luez : Maria
- Roland Winters : Capitaine Jeff Smith
- Edward Norris : Ramon
- Rick Vallin : Agapito
- Douglas Fowley : Bracado
- Nacho Galindo : « Le Maestro »
- Ralf Harolde : Slattery
- Dick Moore : Jonesy
- Ted Hecht : Gano
- Charles Lang : McCann
- Robert Espinoza : Piñon
- Julio Sebastian : Tony
- Julian Rivero : Doctor
- Frank Sully : Patrick
- George Slocum : Capitaine Hansen